# Evžen Štern
Evžen Štern (7. května 1889 Čelákovice – 12. listopadu 1942 Mauthausen) byl český právník, sociolog, sociální politik, národohospodář a publicista sociálnědemokratické orientace. Významně se podílel na vybudování soustavy sociálního pojištění v meziválečném Československu.

## Život
Vystudoval práva na Karlově univerzitě v Praze (1914) a Vysokou školu sociální v Paříži. V době studií ho ovlivnila osobnost Tomáše Garrigua Masaryka. Roku 1908 vstoupil do jím vedené realistické strany. Roku 1911 přešel do sociální demokracie. Za první světové války úzce spolupracoval s Františkem Modráčkem, redigoval spolu s ním Socialistické listy.
Po vzniku republiky ho sociální demokracie vyslala jako svého odborníka na ministerstvo sociální péče. Pracoval zde v letech 1918-1920, v zákonodárném oddělení. Připravil návrh zákona o osmihodinové pracovní době, o závodních výborech a o placené dělnické dovolené, čímž výrazně ovlivnil sociální zákonodárství První republiky.
V roce 1919 navrhl založení Sociálního ústavu ČSR v Praze, stal se poté jeho prvním jednatelem.
Po rozkolu v sociální demokracii roku 1921 zůstal věrný sociálnědemokratické linii, byť byl považovaný za příslušníka levého křídla strany, soustředěného kolem časopisu Naše doba. Krom toho přispíval do Sociální revue, Akademie, Času a Práva lidu.
V letech 1921-1926 byl zástupcem Československa ve správní radě Mezinárodního úřadu práce v Ženevě. V letech 1926-1939 byl generálním tajemníkem Ústřední sociální pojišťovny v Praze.
Po Mnichovu vstoupil do Národní strany práce. Po německé okupaci byl perzekvován z rasových důvodů, navíc aktivně spolupracoval s odbojovou organizací Petiční výbor Věrni zůstaneme. Také se stal terčem ve vlajkařském tisku. Zatčen byl 3. července 1942. Nejprve byl uvězněn v Malé pevnosti v Terezíně a poté v koncentračním táboře v Mauthausenu, kde zahynul.

## Dílo
- Názory T. G. Masaryka (1910)
- Kolektivism (1912)
- Socialism a imperialism (1918)
- Naše dělnické zákonodárství (1920)
- Na cestě k hospodářské demokracii (1926)
- Sociální politika a socialism (1932)
- Nezaměstnanost a sociální prostředky k jejímu zmírnění (1932)
- Technický pokrok, pracovní doba a mzda. Sociální řešení hospodářské krise (1934)